# 1906 előtti Grand Prix-versenyek
Az 1906 előtti Grand Prix-szezonok az első futam (1894-es Párizs–Rouen futam) és az első, 1906-os nagydíj közötti versenyek.

## Futamok

### 1894
| Név                        | Induló | Győztes       | Autó    | Idő       | Összefoglaló |
| -------------------------- | ------ | ------------- | ------- | --------- | ------------ |
| 1894-es Párizs-Rouen futam | 21     | Jules de Dion | de Dion | 6:48:00,0 | Összefoglaló |

### 1895
| Név                                    | Induló | Győztes        | Autó               | Idő        | Összefoglaló |
| -------------------------------------- | ------ | -------------- | ------------------ | ---------- | ------------ |
| 1895-ös Párizs-Bordeaux-Párizs futam   | 16     | Emile Levassor | Panhard            | 48:48:00,0 | Összefoglaló |
| 1895-ös Chicago-Waukegan-Chicago futam | 2      | Oscar Müller   | Müller Benz        | 8:44:00,0  | Összefoglaló |
| 1895-ös Chicago Futam                  | 6      | Frank Duryera  | Duryea Motor Wagon | 8:23:00,0  | Összefoglaló |

### 1896
| Verseny neve                    | Időpont                  | Győztes versenyző | Győztes konstruktőr |
| ------------------------------- | ------------------------ | ----------------- | ------------------- |
| Párizs–Marseille–Párizs verseny | Szeptember 24-Október 3. | Mayade            | Panhard             |

### 1897
| Verseny neve             | Időpont              | Győztes versenyző          | Győztes konstruktőr |
| ------------------------ | -------------------- | -------------------------- | ------------------- |
| Marseille–Nice–La Turbie | Január 29–január 31. | Comte de Chasseloup Laubat | De Dion             |
| Paris–Dieppe verseny     | Július 24.           | Paul Jamin                 | Bollée              |
| Paris–Trouville verseny  | Augusztus 14.        | Paul Jamin                 | Bollée              |

### 1898
| Verseny neve                       | Időpont       | Győztes versenyző | Győztes konstruktőr |
| ---------------------------------- | ------------- | ----------------- | ------------------- |
| Marseille–Nizza verseny            | Március 6–7.  | Fernand Charron   | Panhard             |
| Course de Perigueux                | Május 1.      | G. Leys           | Panhard             |
| Criterium des Entraneurs           | Május 11–12.  | René de Knyff     | Panhard             |
| Párizs–Amszterdam–Párizs verseny   | Július 7–13.  | Fernand Charron   | Panhard             |
| Bordeaux-Biarritz                  | Augusztus 21. | Loysel            | Bollée              |
| Kubok Obschestva Velosipednoy Ezdy | Október 11.   | Pavel Beljajev    | Clement             |

### 1899
| Verseny neve                 | Időpont       | Győztes versenyző | Győztes konstruktőr |
| ---------------------------- | ------------- | ----------------- | ------------------- |
| Verona-Brescia-Mantua-Verona | Március 14.   | Giovanni Agnelli  | Phénix              |
| Nizza–Castellane–Nizza       | Március 21.   | Georges Lemaître  | Peugeot             |
| Párizs–Bordeaux verseny      | Május 24.     | Fernand Charron   | Panhard             |
| Tour de France               | Július 16–24. | René de Knyff     | Panhard             |
| Paris–Saint Malo             | Július 30.    | Antony            | Mors                |

### 1900
| Verseny neve        | Időpont    | Győztes versenyző | Győztes konstruktőr |
| ------------------- | ---------- | ----------------- | ------------------- |
| Gordon Bennett-kupa | Június 14. | Fernand Charron   | Panhard             |

## Fordítás
Ez a szócikk részben vagy egészben  a   Motorsport in Europe before 1906 című angol Wikipédia-szócikk fordításán alapul.  Az eredeti cikk szerkesztőit annak laptörténete sorolja fel. Ez a jelzés csupán a megfogalmazás eredetét és a szerzői jogokat jelzi, nem szolgál a cikkben szereplő információk forrásmegjelöléseként.